# یوزف مایر
یوزف مایر (چکی: Josef Majer؛ زادهٔ ۸ ژوئن ۱۹۲۵) یک بازیکن فوتبال اهل چکسلواکی است.
وی عضو تیم ملی فوتبال چکسلواکی در جام جهانی فوتبال ۱۹۵۴ بوده است. مایر همچنین بهترین گلزن لیگ دسته اول فوتبال چکسلواکی در سال ۱۹۵۱ و ۱۹۵۳ بوده است.